# Dittico di Claudiano

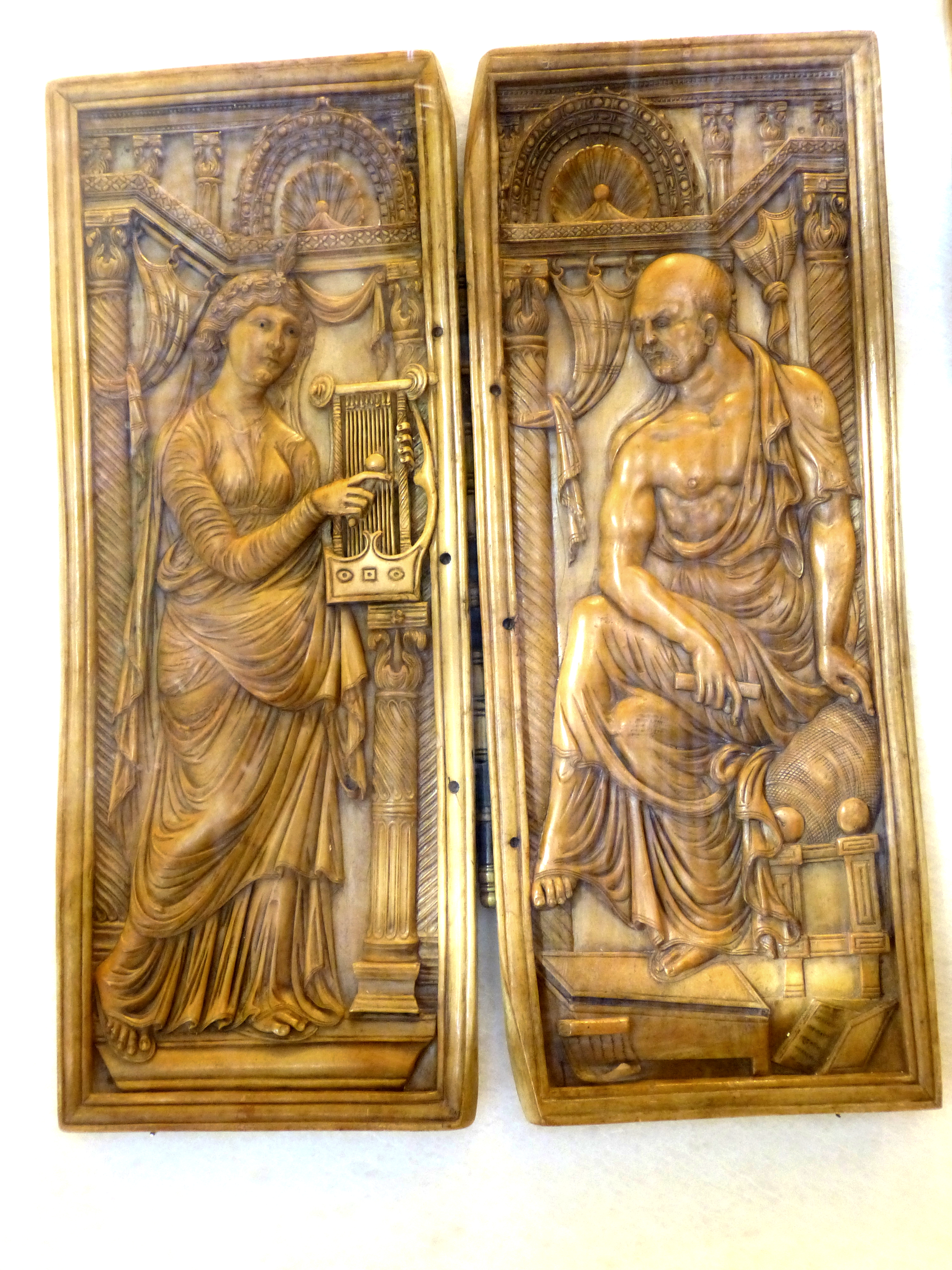
Dittico del poeta e della musa

Il dittico di Claudiano, anche noto come dittico "del poeta e della musa", è un dittico eburneo dell'inizio del VI secolo, conservato nel Museo e tesoro del duomo di Monza.

## Descrizione
Il dittico è di fattura orientale.
Vi è raffigurato realisticamente un personaggio togato, seduto e in atto di ascoltare una Musa che suona una cetra; la Musa è vestita alla greca, con chitone e himation. I personaggi sono in un ambiente a esedra con frontoni a conchiglia e colonne tortili.
Per quanto riguarda il letterato rappresentato, sono state proposte varie ipotesi sulla sua identificazione: si è pensato a Claudiano (da qui il nome), ma anche ad Ausonio o Boezio.
Il dittico fu donato alla Basilica di Monza dal re d'Italia Berengario I, tra IX e X secolo.